# Собор Святой Марии (Мидлсбро)
Собор Святой Марии (англ. Saint Mary’s Cathedral), также известный как Собор Мидлсбро — католический собор в Мидлсбро, Норт-Йоркшир, Англия. Главная церковь епархии Мидлсбро и кафедра епископа Мидлсбро.

## История
Соборная церковь Богоматери Неустанной Помощи была построена в 1876 году и открыта 21 августа 1878 года. Она находилась на Сассекс-стрит, в районе святой Хильды в Мидлсбро. В то время церковь находилась в епархии Беверли, поскольку епархии Мидлсбро не существовало до декабря 1878 года. Первоначально она была построена не как собор, а как приходская церковь и вмещала 1500 человек. 18 декабря 1879 года здесь был рукоположён первый епископ Мидлсбро Ричард Лейси.
В августе 1984 года в новостях появились сообщения, что собор находится в аварийном состоянии и его, возможно, придётся снести. Поскольку это здание было внесено в список памятников архитектуры II* категории, снос был невозможен. В то время жители стали переезжать в другие районы, и собор постепенно оказывался всё более изолированным. Необходим был новый собор, который и был заложен 3 ноября 1985 года в пригороде Кулби Ньюэм на юге Мидлсбро.
Изначально архитектором нового собора был Фрэнк Суэйнстон, который умер сразу после того, как был согласован общий план собора в стиле модернизма. Его помощник Питер Фентон разработал подробные чертежи и спроектировал интерьер в соответствии с литургическими изменениями, внесёнными Вторым Ватиканским собором. Епископ Августин Харрис освятил собор Святой Марии в 1998 году.
Старый собор сгорел в мае 2000 года. Пожар предположительно устроили дети, играющие внутри к тому времени уже сильно обветшавшего здания. Из-за значительного ущерба от пожара и риска дальнейшего обрушения здание вскоре было снесено. На этом месте сейчас находится главное управление полиции Кливленда в Мидлсбро.